# Gabriele Vulpitta
Gabriele Vulpitta (* 25. Juni 2005) ist ein italienischer Tennisspieler.

## Karriere
Vulpitta spielte bis 2023 auf der ITF Junior Tour. In der Jugend-Rangliste erreichte er mit Platz 27 im Oktober 2023 seine höchste Notierung. Bei Grand-Slam-Turnieren konnte er im Einzel bei drei Teilnahmen kein Match gewinnen. Im Doppel zog er dafür bei den French Open bei seinem ersten Grand-Slam-Turnier direkt ins Finale ein, wo er mit seinem Landsmann Lorenzo Sciahbasi gegen die topgesetzte Paarung Jaroslaw Djomin und Rodrigo Pacheco Méndez verlor. das Erreichen der dritten Runde. Gleich im Anschluss gewann er in Wimbledon mit Jakub Filip überraschend den Titel. Sie triumphierten als ungesetzte Paarung im Endspiel gegen die an Position 8 gesetzten Branko Đurić und Arthur Géa. Vulpitta war darüber hinaus hauptsächlich im Doppel erfolgreich. Ein Turnier der Kategorie J300 gewann er, drei weitere Endspiele erreichte er auf diesem Niveau.
Bei den Profis spielte Vulpitta bis Ende 2023 nur wenige Matches. Durch einen Sieg bei einem Future-Event gewann er seinen ersten Punkt für die Tennisweltrangliste, während er im Doppel bei den ersten zwei Future-Turnieren direkt das Finale erreichte und damit kurz vor dem Einzug in die Top 1000 steht.